# BirdLife Xipre
BirdLife Xipre (grec: Πτηνολογικός Σύνδεσμος, anglès: BirdLife Cyprus) és una organització no governamental ambiental dedicada a la conservació de les aus i els seus hàbitats a l'illa de Xipre a la Mediterrània oriental, sent una organització associada a BirdLife International. L'emblema de BLX és una còlit de Xipre, una espècie endèmica que habita només aquesta illa.
BirdLife Xipre es va formar el 2003 a través de la fusió de dues societats d'Ornitologia de Xipre, i ara té oficines a Strakka, Nicòsia. És el soci nacional de BirdLife International, una associació global d'organitzacions de conservació de la naturalesa que treballen en més de cent països arreu del món.
BirdLife Xipre és actualment l'organització de conservació més activa a Xipre, executant campanyes contra la captura il·legal d'aus i la caça furtiva. Altres activitats inclouen la designació i protecció d'Àrees Importants d'Aus com àrees de protecció especial, així com campanyes en l'àrea d'agricultura, educació i sensibilització.